# Jace Norman
Jace Lee Norman  (n. 21 martie 2000 ) este un actor american. Este cunoscut pentru rolul său principal ca Henry Hart în serialul de televiziune Nickelodeon, Henry Danger.

## Tinerețe
Norman s-a născut în Corrales, New Mexico. S-a mutat în California de Sud când avea 8 ani. El a fost agresat pentru că era dislexic în timpul școlii medii.    Are un frate și o soră mai mari: Xander și Glory. 

## Cariera
Norman și-a început cariera de actor în 2012 cu o apariție în serialul de televiziune Disney Jessie.  Din 2014 până în 2020, a jucat rolul principal în sitcom-ul lui Nickelodeon, Henry Danger.   Norman a jucat în Nickelodeon Original Movies, Splitting Adam în 2015,  și Rufus în 2016;  o continuare a acestuia din urmă, Rufus 2, difuzată pe Nickelodeon în ianuarie 2017, cu Norman reluând rolul principal.  A debutat în filmul de animație Spark, lansat în aprilie 2017.   În 2019, el a jucat în filmul original Nickelodeon, Bixler High Private Eye, jucând rolul principal Xander DeWitt.  În 2017, 2018 și 2019, Norman a câștigat premiul Kids 'Choice pentru actorul TV masculin preferat.    Anul următor a câștigat al patrulea premiu Kids 'Choice pentru aceeași categorie în cadrul premiilor virtuale 2020 Kids' Choice Awards, Nickelodeon Kids 'Choice Awards 2020: Celebrate Together. 

## Filmografie
| An        | Titlu                                                | Rol                                   | Note                                                    |
| --------- | ---------------------------------------------------- | ------------------------------------- | ------------------------------------------------------- |
| 2012      | Jessie                                               | Finch                                 | Episodul: „Ești mai cool decât un elev de clasa a V-a”  |
| 2013      | Povești de timp mort                                 | Student                               | Episodul: „Răzbunarea goblinilor”                       |
| 2013      | Oamenii-tunet                                        | Flunky                                | Episodul: „Mi-ai furat tunetul, omule”                  |
| 2013      | Spectacolul mut                                      | Jace                                  | Film de televiziune                                     |
| 2014–2020 | Henry Danger                                         | Henry Hart / Kid Danger               | Rolul principal                                         |
| 2015      | Împărțindu-l pe Adam                                 | Adam Baker                            | Film de televiziune                                     |
| 2015      | Capete web                                           | Se                                    | Concurent; episodul: „Ediția celebrității Henry Danger” |
| 2015      | Special pentru sărbătorile Ho Ho ale lui Nickelodeon | Dilbert Palmero                       | Televiziune specială                                    |
| 2016      | Rufus                                                | Rufus                                 | Film de televiziune                                     |
| 2017      | Rufus 2                                              | Rufus                                 | Film de televiziune                                     |
| 2017      | Nickelodeon's Not So Valentine's Special             | Gilbert Palmero / detectivul McTavish | Special TV                                              |
| 2017      | Scânteie                                             | Scânteie                              | Rol de voce de film                                     |
| 2017      | Tabăra de vară Sizzling a lui Nickelodeon            | Cooper                                | Televiziune specială                                    |
| 2017      | Casa tare                                            | Friptură Stankco                      | Rol de voce; episod: "Legende"                          |
| 2018      | Aventurile pericolului pentru copii                  | Henry / Kid Danger                    | Rol de voce principal                                   |
| 2018–2019 | Joc Shakers                                          | Henry Hart                            | Episoade: „Babe Loves Danger”, „He’s Back”              |
| 2018      | Blurt!                                               | Jeremy Martin                         | Film de televiziune                                     |
| 2019      | Bixler High Private Eye                              | Xander DeWitt                         | Film de televiziune                                     |
| 2019      | Înlocuitorul                                         | Se                                    | Episodul 1.1                                            |
| 2020      | Forța de pericol                                     | Henry Hart                            | Episoade: "Chapa's Crush", "Return of the Kid"          |

## Premii și nominalizări
| An   | Adjudecare            | Categorie                                              | Rezultat | Ref |
| ---- | --------------------- | ------------------------------------------------------ | -------- | --- |
| 2016 | Premiile Kids 'Choice | Steaua TV masculină preferată - Emisiunea pentru copii | [ 19 ]   |     |
| 2017 | Premiile Kids 'Choice | Steaua TV masculină preferată                          | [ 15 ]   |     |
| 2018 | Premiile Kids 'Choice | Steaua TV masculină preferată                          | [ 16 ]   |     |
| 2019 | Premiile Kids 'Choice | Steaua TV masculină preferată                          | [ 17 ]   |     |
| 2020 | Premiile Kids 'Choice | Steaua TV masculină preferată                          | [ 18 ]   |     |